# 중부지방국세청
중부지방국세청(中部地方國稅廳, Jungbu Regional Tax Office)은 경기도,강원특별자치도 일부 지역의 내국세 부과·감면 및 징수에 관한 사무를 관장하는 대한민국 국세청의 소속기관이다. 1967년 7월 18일 발족하였으며, 경기도 수원시 장안구 경수대로 1110-17에 위치하고 있다. 청장은 고위공무원단 가등급에 속하는 일반직공무원으로 보한다.

## 연혁
- 1967년 7월 18일: 서울지방국세청으로부터 인천·동인천·수원·평택·이천·의정부·춘천·삼척·홍천·원주·영월·강릉세무서를 이관받아 국세청 소속으로 중부지방국세청 설치.[2]
- 1968년 9월 1일: 김포·파주·속초세무서 설치.[3]
- 1970년 2월 13일: 인천·동인천·김포·수원·평택·이천·의정부·파주세무서를 서울지방국세청으로 이관하고 중부·을지로·남산·동대문·청량리·성동·동부·성북·서대문·서부세무서를 이관받음.[4]
- 1973년 3월 13일: 정릉세무서 설치.[5]
- 1973년 7월 1일: 정릉세무서를 도봉세무서로 개편.[6]
- 1975년 1월 1일: 노량진세무서를 남부세무서로 개편. 동부세무서 소속으로 성남지서 설치.[7]
- 1975년 10월 1일: 성남지서를 성남세무서로 승격.[8]
- 1978년 1월 19일: 삼척세무서 소속으로 황지지서 설치.[9]
- 1979년 3월 23일: 강남세무서 설치.[10]
- 1980년 6월 11일: 강동세무서 설치.[11]
- 1982년 2월 1일: 중부·을지로·남산·동대문·청량리·성동·동부·강남·강동·북부·성북·도봉세무서를 서울지방국세청으로 이관하고 인천·동인천·부천·안양·수원·평택·이천·성남·의정부·파주세무서를 이관받음.[12]
- 1983년 2월 1일: 동인천세무서를 북인천세무서로 개편. 남인천·남양주세무서 설치.[13]
- 1985년 4월 1일: 광명세무서 설치.[14]
- 1988년 1월 1일: 황지지서를 태백세무서로 승격.[15]
- 1989년 4월 1일: 안산세무서 설치.[16]
- 1990년 4월 11일: 동수원세무서 설치. 이천세무서 소속으로 하남지서를, 삼척세무서 소속으로 동해지서를 설치.[17]
- 1992년 2월 1일: 김포세무서 설치. 의정부세무서 소속으로 동두천지서 설치.[18]
- 1993년 3월 1일: 인천·북인천·남인천·부천·김포·안양·광명·안산·수원·동수원·평택·성남세무서를 이관하여 경인지방국세청 설치. 성동·동부·성수·동대문·청량리·중랑·도봉·노원·강동·송파세무서를 서울지방국세청으로부터 이관받음. 잠실세무서 설치.[19]
- 1996년 7월 1일: 동부세무서를 광진세무서로 개편. 광명세무서 소속으로 시흥지서 설치.[20]
- 1998년 8월 1일: 성수세무서 폐지.[21]
- 1999년 9월 1일: 성동·동대문·도봉·강동·송파세무서를 서울지방국세청으로 이관하고 인천·북인천·서인천·남인천·부천·안양·안산·수원·동수원·평택·성남세무서를 경인지방국세청으로부터 이관받음. 남동·동안양세무서를 폐지. 김포·광명세무서를 각각 서인천세무서 소속 김포지서·부천세무서 소속 광명지서로 개편하고 시흥지서를 안산세무서 소속으로 변경.[22]
- 2000년 6월 19일: 고양세무서 설치. 파주·태백세무서를 각각 고양세무서 소속 파주지서·삼척세무서 소속 태백지서로 개편. 동해지서 폐지.[23]
- 2004년 3월 22일: 시흥세무서 소속으로 광명지서 설치.[24]
- 2004년 4월 1일: 파주지서를 파주세무서로 승격. 시흥지서와 광명지서를 통합하여 시흥세무서로 승격. 동안양세무서 설치.[25]
- 2006년 3월 23일: 용인세무서 설치.[26]
- 2012년 4월 3일: 화성·분당세무서 설치.[27]
- 2013년 5월 6일: 포천세무서 설치하고 동두천지서를 소속기관으로 편입.[28]
- 2014년 4월 7일: 동고양·신광주세무서를 설치하고 하남지서를 신광주세무서 소속기관으로 편입. 김포지서를 김포세무서로 승격.[29]
- 2016년 3월 1일: 신광주세무서를 경기광주세무서로 개편.[30]
- 2016년 6월 3일: 광명지서를 광명세무서로 승격.[31]
- 2018년 4월 3일: 기흥세무서 설치.[32]
- 2019년 4월 3일: 인천·북인천·서인천·남인천·김포·부천·의정부·포천·고양·동고양·파주·광명세무서를 인천지방국세청으로 이관.[33]
- 2020년 4월: 구리시와 남양주시 다산1,2동, 양정동, 와부읍,조안면,별내동,별내면,퇴계원읍을 구리세무서로 설치

## 관할구역
- 경기도 안양시·안산시·수원시·화성시·평택시·성남시·이천시·광주시·구리시·시흥시·용인시
- 강원특별자치도(철원군 제외)

## 조직

### 청장
- 운영지원과[34]
- 감사관실[34]
- 납세자보호담당관실[34]

성실납세지원국
- 개인납세제1과[36]
- 개인납세제2과[37]
- 법인납세과[36]
- 전산관리팀[37]

징세송무국
- 징세과[36]
- 송무과[36][38]
- 채납자재산추적과[36]

조사제1국
- 조사제1과[36]
- 조사제2과[36]
- 국제거래조사과[36]

조사제2국
- 조사관리과[36]
- 조사제1과[36]
- 조사제2과[36]

조사제3국
- 조사관리과[36]
- 조사제1과[36]
- 조사제2과[36]

### 소속기관
세무서
세무서장은 서기관 또는 기술서기관으로 보한다.
| 명칭           | 등급 | 소재                                         | 관할구역 |
| -------------- | ---- | -------------------------------------------- | --- |
| 안양세무서     | 1    | 경기도 안양시 만안구 냉천로 83               | 경기도 안양시 만안구, 군포시 |
| 동안양세무서   | 1    | 경기도 안양시 동안구 관평로202번길 27        | 경기도 안양시 동안구, 과천시, 의왕시                                                                                             |
| 안산세무서     | 1    | 경기도 안산시 단원구 선부광장로 23           | 경기도 안산시 |
| 수원세무서     | 1    | 경기도 수원시 팔달구 매산로 61               | 경기도 수원시 장안구·권선구·팔달구                                                                                               |
| 동수원세무서   | 1    | 경기도 수원시 영통구 청명남로 13             | 경기도 수원시 영통구, 오산시, 화성시 기배동·화산동·진안동·반월동·병점1동·병점2종·동탄1동·동탄2동·동탄3동·동탄4동·동탄5동·동탄6동 |
| 화성세무서     | 1    | 경기도 화성시 봉담읍 참샘길 27               | 경기도 화성시 |
| 평택세무서     | 1    | 경기도 평택시 죽백6로 6                      | 경기도 평택시, 안성시 |
| 성남세무서     | 1    | 경기도 성남시 수정구 희망로 480              | 경기도 성남시 중원구·수정구 |
| 분당세무서     | 1    | 경기도 성남시 분당구 분당로 23               | 경기도 성남시 분당구 |
| 이천세무서     | 1    | 경기도 이천시 부악로 47                      | 경기도 이천시, 여주시, 양평군 |
| 경기광주세무서 | 1    | 경기도 광주시 문화로 127                     | 경기도 광주시, 하남시 |
| 구리세무서     | 1    | 경기도 구리시 안골로 36                      | 경기도 구리시, 남양주시 일부( 다산1,2동, 양정동, 와부읍,조안면,별내동,별내면,퇴계원읍)                                           |
| 남양주세무서   | 1    | 경기도 구리시 안골로 36                      | 경기도 남양주시 일부(다산1,2동, 양정동, 와부읍 ,조안면,별내동,별내면,퇴계원읍을 제외), 가평군                                    |
| 시흥세무서     | 1    | 경기도 시흥시 마유로 368                     | 경기도 시흥시 |
| 용인세무서     | 1    | 경기도 용인시 처인구 중부대로1161번길 71     | 경기도 용인시 처인구·수지구 |
| 기흥세무서     | 1    | 경기도 용인시 기흥구 흥덕2로117번길 15       | 경기도 용인시 기흥구 |
| 춘천세무서     | 1    | 강원특별자치도 춘천시 중앙로 115             | 강원특별자치도 춘천시, 화천군, 양구군                                                                                            |
| 홍천세무서     | 2    | 강원특별자치도 홍천군 홍천읍 생명과학관길 50 | 강원특별자치도 홍천군, 인제군 |
| 원주세무서     | 1    | 강원특별자치도 원주시 북원로 2325            | 강원특별자치도 원주시, 횡성군,평창군 봉평면·대화면·방림면                                                                        |
| 영월세무서     | 2    | 강원특별자치도 영월군 영월읍 하송안길 49     | 강원특별자치도 영월군, 정선군, 평창군                                                                                            |
| 삼척세무서     | 2    | 강원특별자치도 삼척시 교동로 148             | 강원특별자치도 삼척시, 동해시, 태백시                                                                                            |
| 강릉세무서     | 2    | 강원특별자치도 강릉시 수리골길 65            | 강원특별자치도 강릉시, 평창군 대관령면·진부면·용평면, 정선군 임계면                                                              |
| 속초세무서     | 2    | 강원특별자치도 속초시 수복로 28              | 강원특별자치도 속초시, 고성군, 양양군                                                                                            |

지서
지서장은 행정사무관 또는 세무주사로 보한다. 다만, 하남지서장은 「행정기관의 조직과 정원에 관한 통칙」 제27조제3항에 따라 이체하여 운영하는 서기관 또는 행정사무관으로 보할 수 있다.
| 세무서명        | 명칭     | 소재                             | 관할구역              |
| --------------- | -------- | -------------------------------- | --------------------- |
| 경기광주 세무서 | 하남지서 | 경기도 하남시 하남대로776번길 91 | 경기도 하남시         |
| 삼척세무서      | 태백지서 | 강원특별자치도 태백시 황지로 64  | 강원특별자치도 태백시 |